# Serafim Fernandes de Araújo

Znak kardinála Fernandese de Araújo

Serafim kardinál Fernandes de Araújo (13. srpna 1924 Minas Novas – 8. října 2019) byl brazilský římskokatolický kněz, bývalý arcibiskup Belo Horizonte, kardinál.
Kněžské svěcení přijal 12. března 1949 v Římě, kde studoval na Papežské univerzitě Gregoriana. Zde získal doktoráty z teologie a kanonického práva. Po návratu do vlasti působil jako policejní kaplan, přednášel v semináři, v arcidiecézi Diamantinia byl arcidiecézním ředitelem pro katechezi.
V lednu 1959 byl jmenován pomocným biskupem Belo Horizonte, biskupské svěcení přijal 7. května téhož roku. V letech 1960 až 1981 vykonával funkci rektora Katolické univerzity v Mina Gerais. V listopadu 1982 ho papež Jan Pavel II. jmenoval arcibiskupem -koadjutorem Belo Horizonte, řízení arcidiecéze se ujal 5. února 1986.
Při konzistoři 21. února 1998 byl jmenován kardinálem. Na funkci arcibiskupa rezignoval po dovršení kanonického věku v lednu 2004.